# Conséquences de l'implantation de Disneyland Paris sur Marne-la-Vallée
 (octobre 2010).
La puissance américaine s’exprime par les services à vocation culturelle soutenus par des firmes multinationales, telle la Walt Disney Company (WDC), qui se servent de la demande du marché intérieur pour s’adapter à la demande internationale.
Au milieu des années 1980, l’entreprise Walt Disney Company cherche à développer ses activités dans le monde, et particulièrement en Europe, en mettant en pratique un nouveau concept de développement immobilier lié aux parcs de loisirs. Au-delà d’une stratégie d’image, il s’agit de bénéficier des plus-values foncières générées par la présence du parc et du cadre de vie associé. Dans cette perspective, le site de Marne-la-Vallée, divisé en quatre secteurs, présentait les atouts de la proximité du pôle de marché parisien et des disponibilités foncières.
L’implantation de la multinationale « Walt Disney Company » fut un projet ambitieux car elle constituait l’élément essentiel de l’aménagement de l’est parisien et particulièrement de la région de Marne-la-Vallée. Cependant, les conséquences espérées, de la part de l’État mais aussi de la multinationale de cette implantation ne furent pas toutes réalisées ou seulement partiellement.

## Les conséquences attendues
Dès 1965, l’État français prévoit, pour gérer la croissance démographique et l’accélération de l’urbanisation de l’agglomération parisienne, la création de villes nouvelles. C’est alors qu’avec la région Île-de-France et le département de Seine-et-Marne, en signant la convention de mars 1987, pour la création et l’exploitation d’Eurodisney en France, avec la société « The WDC » l’État a vu la possibilité de lancer plus rapidement le développement du secteur IV de Marne-la-Vallée (MLV) et ainsi atteindre l’objectif ambitieux qu’il s’était fixé pour ce territoire c’est-à-dire de l’aménager afin qu’il serve de contrepoids à l’attraction pour rééquilibrer l’Est parisien.

### Les conséquences matérielles espérées

#### Par Disney.
Le partage des risques confère à la puissance publique la responsabilité des opérations sur les infrastructures et sur les aménagements périphériques, et au secteur privé, les responsabilités de financement, de commercialisation et de fréquentation. La convention de 1987, qui permettrait de renforcer et de valoriser l’Est parisien, prévoit à l’époque outre la réalisation de deux parcs d’attractions à thème, la construction de 18 000 chambres d’hôtel, 60 000 m2 de commerces liés à la clientèle Disney dans le cadre d’un projet de ville idéale dont elle retirerait des profits fonciers, de programmes de logements (15 000 logements prévus dans le secteur IV), de bureaux et de zones d’activités pour relancer l’urbanisation de la ville nouvelle. En effet, une organisation urbaine polycentrique permet à la fois de lutter contre les grands ensembles et de favoriser la mixité sociale. Ce plan d’aménagement, négocié à l’occasion du projet Eurodisney, présente effectivement beaucoup d’attraits sur le plan environnemental et de la facilité de déplacement. Il assure des conditions stables d’un cadre de vie recherché par une partie de la population francilienne.

#### Par l’État.
Parallèlement l’État, la Région Île-de-France et le Département de Seine-et-Marne s’engagent dans la Convention de 1987, à mettre en place les procédures publiques d’aménagement (création d’une agglomération nouvelle) et à réaliser des équipements d’infrastructure tels que deux gares RER, l’interconnexion des TGV, deux échangeurs autoroutiers, deux voiries pénétrantes depuis l’autoroute A4, l’une desservant le parking visiteurs du parc de loisirs, l’autre devant desservir le centre commercial régional et plus largement le centre-ville, conférant au futur Centre Urbain du Val d’Europe et au secteur IV dans son ensemble, une situation tout à fait exceptionnelle en ce qui concerne la desserte locale, régionale, voire nationale et européenne.

### Les conséquences immatérielles espérées

#### La création d’un pôle touristique au sein d’une ville nouvelle…
Pour assurer, dans le cadre des lois de décentralisation de 1983, la bonne fin d'un programme et d'un projet d’aménagement complexes portant sur 1 943 hectares et sur sa périphérie, l’État signait le 24 mars 1987 un décret portant approbation d’un Projet d’Intérêt Général (PIG) relatif au secteur IV de Marne-la-Vallée et à EuroDisney, l’objectif du PIG était d’intégrer le projet de premier complexe touristique européen organisé autour de deux parcs à thèmes réalisés par Disney dans une unité urbaine de Ville Nouvelle destinée à accueillir 60 000 visiteurs par jour et un centre urbain d’envergure régional (dont un centre commercial régional de 90 000 m2, nommé Val d'Europe). Ainsi cette zone d’aménagement concertée (ZAC) c’est-à-dire un territoire dans lequel une collectivité publique, en l’occurrence l’État, décide d’intervenir pour réaliser ou faire réaliser l’aménagement et l’équipement de terrains en vue de les construire, amorce la réalisation du centre d’affaires du Val d’Europe et apporte une contribution à la diversification des activités économiques du secteur IV de MLV. On prévoit ainsi, à l’époque, la création de 30 000 emplois directs et indirects.

#### …permettant un rééquilibrage de l’Est parisien.
Finalement, cette agglomération nouvelle devait contribuer à un meilleur équilibre social, économique (on prévoyait notamment des recettes de la TVA ainsi que des recettes des collectivités territoriales et généreraient une augmentation du PNB de 0,28 % et pour finir un solde positif de la balance des paiements de 4 milliards de francs soit 609 millions d’euros) et humain des régions à forte concentration de population grâce aux possibilités d’emploi et de logement, ainsi qu’aux équipements publics et privés qui y sont offerts ; elles constituent des opérations d’intérêt national et régional dont la réalisation est poursuivie dans le cadre du Plan ; elles bénéficient de l’aide de l’État ; les régions et départements concernés y apportent leur concours, notamment par convention.
L’implantation de Parc Disneyland a suscité de nombreuses attentes sur la ville de MLV depuis 1975. Cependant celles-ci sont à nuancer face à la réalité.

## Les conséquences réelles de l’implantation
L’objet du partenariat entre l’entreprise privée et le secteur public est de partager les risques sur le projet tout en réalisant plusieurs objectifs de plus values financières, de développement de la ville nouvelle de Marne la vallée et de l’image touristique de l’Île de France. Plus de 20 ans après la signature de la convention de partenariat, il est possible de souligner la réalisation de ces objectifs.    

### Les conséquences entièrement réalisées

#### Sur le plan quantitatif
Pendant ces dix premières années d'existence, environ 12 000 personnes étaient directement employées par Euro Disney SCA. On estimait alors à 11 000 le nombre d’emplois indirects générés par l’achat de fournitures nécessaires au développement du parc et par les dépenses du personnel. Enfin les dépenses en dehors du parc des 12 millions des visiteurs annuels génèrent 18 000 emplois à Paris et en Île-de-France. Concrètement, on sait qu’en 1996 le parc fut l’entreprise française la plus créatrice d’emplois sur les vingt dernières années. Ainsi Disneyland Paris est devenu le premier employeur en Île-de-France avec un nombre d’emplois à Marne la Vallée qui a augmenté de 11,6 %.
Au recensement de 1999, la Ville nouvelle de Marne-la-Vallée comptait 246 466 habitants (dont 11 886 dans le secteur IV) soit une hausse de 55 % en 12 ans et 87 255 logements (dont 4 225 dans le secteur IV) soit une augmentation de 4 700 logements neufs.

En pleine réussite en 2002, le gouvernement, a donné son accord pour la construction de 2 000 chambres d’hôtels supplémentaires, de 100 000 m2 de nouveaux bureaux, de 2 840 nouveaux logements ainsi qu’une extension de 10 000 m2 du centre commercial du Val d'Europe, dont les 90 000 m2 ne désemplissent pas depuis son ouverture, en 2000.

#### Sur le plan qualitatif
On a constaté une amélioration des infrastructures à la suite du succès du projet Eurodisney prises en charge par l’État. En effet, on a assisté à un prolongement de la ligne RER A avec deux nouvelles gares, à une extension du centre urbain sur la commune de Chessy, à la construction d’une gare TGV, de deux échangeurs autoroutiers sur l'A4, de collecteurs d’eau et station d’épuration et à la réalisation de la ligne d’interconnexion des TGV et à la création de nombreux équipements publics sociaux (salle de sport, écoles, commissariats…).
Eurodisney est devenu un pôle touristique avec notamment la superficie des commerces et services liés à la clientèle touristique qui est passée de 60 000 m2 à 70 000 m2. Il apparaît qu’en matière de renommée touristique, l’enjeu a été relevé et la place de Paris renforcée. Eurodisney attire de nouveaux séjours touristiques, pour 60 % de la part d’étrangers. Les visiteurs combinent le séjour à Disneyland avec une visite de Paris dans 20 % des cas, et 30 % lorsqu'il s’agit d’étrangers. Le tourisme en Île-de-France bénéficie donc de l’implantation d’Eurodisney.
Parallèlement, le secteur IV a pris le relais, dans le cadre de la convention de mars 1987, à partir de la fin des années 1980, du phénomène d’urbanisation commencé dans les secteurs I et II et qui connaît aujourd’hui une forte croissance.

### Les limites de cette implantation

#### Les limites économiques
La question de la durabilité du développement économique se pose. Effectivement, le parc ne fut pas entièrement une réussite commerciale : le nombre de visiteurs fut inférieur aux prévisions (35 000 par jour au lieu des 60 000 attendus) mais surtout les visiteurs dépensaient beaucoup moins au sein du parc que les consommateurs américains à Disneyland ou Walt Disney World Resort aux États-Unis. En conséquence le taux d’occupation des hôtels fut revu à la baisse ; en 2003 celui-ci a baissé de 3,1 points passant de 88,2 % à 85,1 %. Par conséquent, le développement du tourisme sur Marne-la-Vallée ne fut pas à la hauteur des attentes, tout comme celui des emplois.

#### Les limites sociales
La question de l’acceptabilité sociale n’a pas été abordée par la convention. Elle s’est posée à plusieurs occasions.
En effet, la population locale dénonce une urbanisation trop rapide, un manque d’équipements publics, de crèches, mettant ainsi en évidence les risques d’aménagements à l’extérieur du périmètre contrôlé par la convention. Mais ce risque de mauvaise acceptabilité du projet n’est que faiblement supporté par la puissance publique sur le plan politique, car les décideurs du projet ne sont pas élus locaux et s’intéressent peu aux sentiments de la population locale. Par la suite, ce risque peut avoir des conséquences sur la commercialisation des programmes immobiliers et la fréquentation du parc par une partie de la population française. Ajoutons qu’en matière d’emploi, les méthodes d’exploitation d’Euro Disney soulèvent des inquiétudes voire des plaintes de la part des employés notamment dues à la précarité des contrats dénoncés par les syndicats, la direction affiche un taux de contrats à durée déterminée de 83 %, et les conditions de travail sont présentées comme des éléments de régression sociale pour les travailleurs français.
L’opération Euro Disney est un exemple rare où la communauté d’intérêt pour la réalisation d’une opération d’aménagement se concrétise autour d'un partenariat opérationnel qui, après 20 ans de fonctionnement, rend compte d’une efficacité partielle.